# Leucanopsis lineata
Leucanopsis lineata là một loài bướm đêm thuộc phân họ Arctiinae, họ Erebidae.